# الاتحاد للإغاثة
الاتحاد للإغاثة (بالفرنسية: Union pour la Relève) هو حزب سياسي في بنين.
في الانتخابات البرلمانية في بنين، التي أجريت في 31 مارس 2007، فاز الحزب بثلاثة مقاعد من أصل 83 مقعدًا. 